# Parafia św. Mikołaja w Szwarcenowie
Parafia Świętego Mikołaja w Szwarcenowie – parafia rzymskokatolicka, znajdująca się w diecezji toruńskiej, w dekanacie Kurzętnik.
Na obszarze parafii leżą miejscowości: Szwarcenowo, Czachówki, Wielka Wólka, Wonna. 